# Континуум фітоценотичний
Континуум фітоценотичний (англ. phytocoenotic continuum, від лат. continuum — безперервне) — властивість рослинних  угруповань переходити поступово одне в одного. К. ф. пов'язаний із специфічністю біології і екології видів і неспецифічністю їх впливу один на одного. Явище К. ф. визначає набір принципів і методів вивчення рослинності сучасними геоботаніками.
Розрізняється ряд форм К. ф. (просторовий, часовий, синтаксономічний). К. ф. просторовий у вузькому сенсі — безперервність змін рослинності по просторових градієнтах ландшафту; у ширшому сенсі — може бути підрозділений на вертикальний (тобто безперервність зміни структури рослинності від її верхньої межі до рівня проникнення коренів; див. Структура фітоценозу вертикальна) і горизонтальний з підваріантами внутрішньофітоценотичного (породженого характером взаємовідносин видів; див. Структура фітоценозу горизонтальна) міжфітоценотичного (пов'язаного зі змінами умов екотопу).
К. ф. часовий — безперервність зміни рослинності уздовж градієнтів сукцесії. К. ф. синтаксономічний — прояв континууму просторового і часового при класифікації фітоценозів, найбільш облітатна форма К. ф. У просторі в силу умов рельєфу і ряду інших причин іноді на окремих ділянках ландшафту можуть переважати явища дискретності рослинного покриву.
При класифікаційній процедурі, коли в обробку включаються описи інших аналогічних ландшафтів, угруповання, що на перший погляд є дискретними, виявляються пов'язаними перехідними фітоценозами, зустрінутими в сусідніх ландшафтах. Таким чином, К. ф. у поєднанні з явищами дискретності дає об'єктивну основу вести не лише ординацію рослинності, але і класифікацію. Співвідношення дискретності і безперервності неоднаково в різних типах рослинності і залежить від багатьох чинників: в першу чергу, від видової різноманітності, вираженості доминантів і їх модифікуючих можливостей.
Дискретність досягає максимуму при малому числі сильних домінантів-едифікаторів (наприклад, бореальні ліси) і падає як при переході до трав'янистих біоценозів, де едифікатори слабкі, так і до тропічних лісів, де при досить потужному середовищеутворюючому впливі домінанти численні і їх екологічні ніші так зближені, що безперервність може породжуватися навіть за рахунок випадкової комбінаторики. З цієї причини при використанні навіть одного і того ж класифікаційного апарату природність класифікації багато в чому залежить від співвідношення дискретності і безперервності.
Найбільш природні класифікації розроблені для  бореальних лісів, найменш — для тропічних лісів і лучної рослинності. К. ф. — один з варіантів безперервності хорологічних явищ у біосфері. Є підстава говорити також про континуум біоценотичний або консорційний (див. консорції).
Нині методологічною основою вивчення рослинних угруповань є концепція континууму (див. також парадигми у фітоценології).